# Itchy & Scratchy: The Movie
Itchy & Scratchy: The Movie, llamado Rasca y Pica, la película en España y Tomy y Daly, la película en Latinoamérica, es el sexto episodio perteneciente a la cuarta temporada de la serie animada Los Simpson, estrenado originalmente el 3 de noviembre de 1992. En el episodio, Bart causa continuamente problemas, y Homer es incapaz de darle un castigo efectivo. Marge, luego, lo convence de castigarlo, por lo que le prohíbe a Bart ver la nueva película de Itchy & Scratchy. Fue escrito por John Swartzwelder y dirigido por Rich Moore.

## Sinopsis
Marge y Homer van a una reunión de padres de familia en la Escuela Primaria de Springfield. Mientras Homer es felicitado por todo lo destacado de Lisa, la Sra. Krabappel le revela a Marge todas las maldades que Bart ha hecho en el grupo y le aconseja que necesita más disciplina. Según ella, con límites el niño podría llegar a ser el presidente de la Suprema Corte. Homer y Marge, luego, vuelven a su casa, en donde descubren que Bart había destruido la dentadura postiza del Abuelo. Homer le tiene lastima pero Marge, enojada, lo regaña mandándolo a su habitación sin cenar como castigo; pero en cuanto Bart está por recapacitar, llega Homer y le da pizza, diciéndole que no le cuente a su madre que le guardó cena pero que también le prometa que va a cambiar. 
Bart, luego, continúa cada vez más portándose peor, pero Homer jamás lo castiga. Marge, luego, le pide a su marido que la próxima vez que Bart hiciese algo malo, lo castigara. Homer le promete que así lo hará. Mientras tanto, en Springfield comienza a anunciarse el estreno de la película de Itchy & Scratchy, y Bart, como es fanático, compra su entrada anticipadamente.  
Después, a Bart le encargan cuidar a Maggie, pero la descuida y la bebé escapa en el auto de Homer, manejándolo y chocándolo en la prisión de la ciudad. Cuando su padre regresa a la casa y una vez que Maggie es puesta a salvo, le dice a Bart, furioso, que le advirtió que la próxima vez lo castigaría y esta vez si se lo cumplirá, que jamás vería esa película de Itchy & Scratchy. Luego, rompe su entrada en pedacitos. 
Durante el estreno de la película, todos hacen largas filas para ir a verla y la gente queda muy maravillada, Bart se pone celoso de todos los que habían podido verla e incluso intenta ir al cine a espaldas de la familia pero no puede porque Homer ya le había encargado al empleado de la taquilla que no le vendiera. Luego de un tiempo, Marge y Lisa le dicen a Homer que están orgullosas de él por haberlo castigado pero que ya levante su castigo porque el niño ya había aprendido la lección. Sin embargo, Homer se niega a cambiar de opinión, insistiendo que si mantiene el castigo, Bart se convertiría en el presidente de la Suprema Corte. Unos meses después, la película deja de emitirse en los cines y con eso el castigo se termina, y Bart le dice a Homer que había ganado. Homer le dice que ambos habían sido los ganadores.
Cuarenta años después, en una ciudad futurista, Bart, ahora convertido en el presidente de la Suprema Corte, y Homer, pasan frente a la entrada de un cine en donde se emite la película de Itchy & Scratchy. Viendo que su hijo ya aprendió la lección y ha llegado a ser lo que él quiso, Homer permite que entren a verla juntos.

## Producción
Este episodio, al igual que varios cuya temática es de Itchy & Scratchy, fue escrito por John Swartzwelder, aunque la historia fue planeada por Sam Simon. Cuando el libreto se leyó por primera vez entre los directores y escritores, el primer acto fue muy bien recibido, pero el segundo no tuvo una reacción positiva, por lo que Al Jean sugirió reescribir gran parte del episodio. Para la emisión de la película de Itchy & Scratchy que se muestra al final del episodio, Mike Reiss dijo que superaba a otros cortos de Itchy & Scratchy en violencia, y John Swartzwelder escribió la secuencia más "inquietante y horrible que se hubiera visto" de los personajes, pero no fue utilizada.
Este fue el primer episodio que Rich Moore dirigió en Film Roman. La escena en la que se muestra el estudio de animación coreano molestó a los animadores de este país, y Greg Vanzo, el director en el extranjero, fue insultado y casi debió anular la secuencia. Mientras se animaba la escena de Itchy parodiando a Mickey Mouse, llamada Steamboat Itchy, los animadores la nombraron en broma "Steamboat Lawsuit" (Botero Pleito Legal). David Silverman explicó que "no sabía por qué no habían sido demandados, ya que había una violación evidente a derechos de autor de Steamboat Willie."
En el episodio aparece por primera vez el Hombre Abejorro, quien es una caricatura de "El Chapulín Colorado", un personaje creado y personificado por  Roberto Gómez Bolaños, y su programa consiste en gags simples, al igual que la serie original. Según los productores, cada vez que miraban Telemundo, se estaba emitiendo esta serie, y luego crearon al Hombre Abejorro, quien en Los Simpson también está siempre que algún personaje enciende la televisión.